# Go-Saga

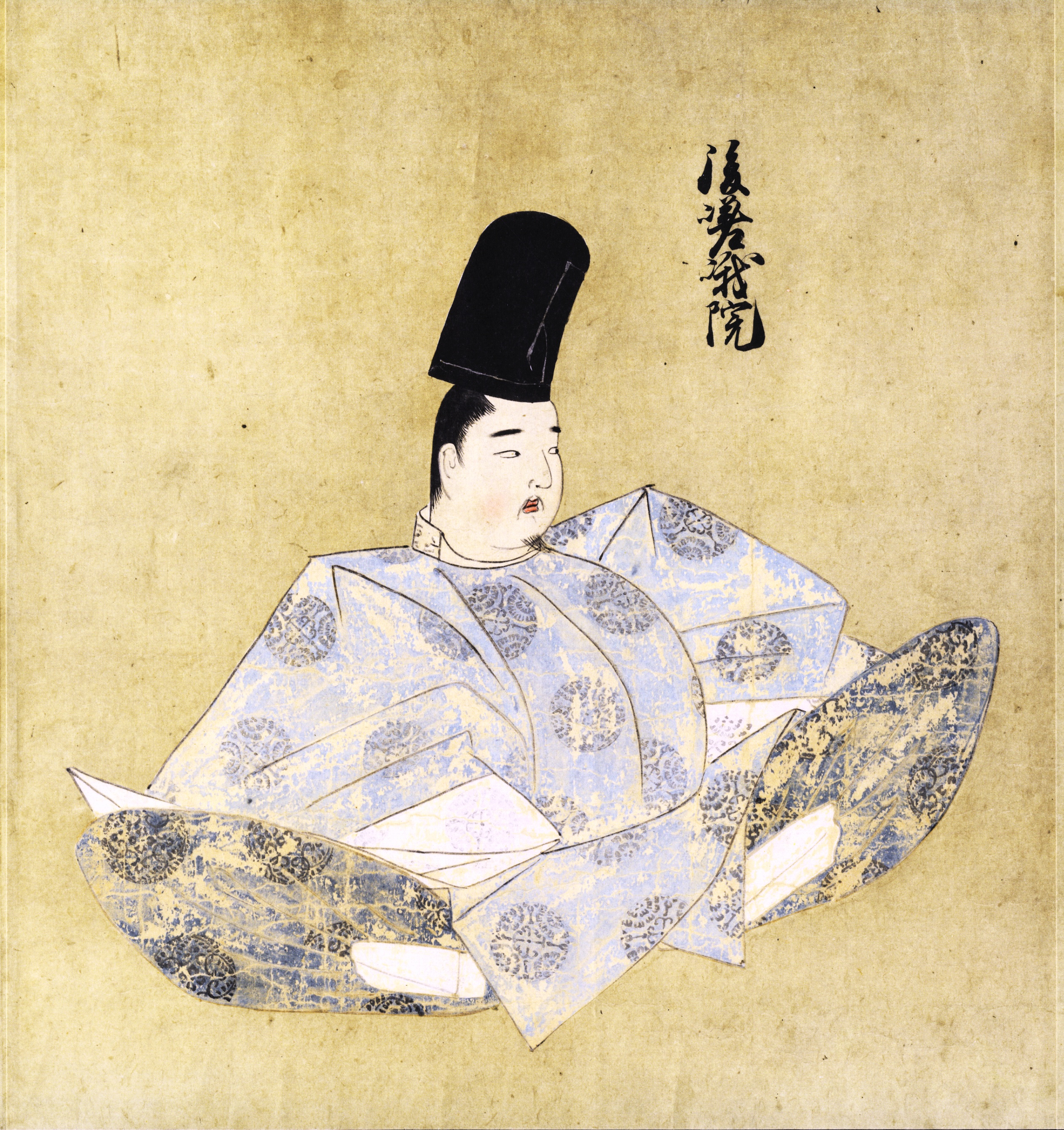
Go-Saga

Go-Saga (1. duben 1220 – 17. březen 1272) byl v pořadí 88. japonským císařem. Vládl od 21. února 1242 do 16. února 1246. Jeho vlastní jméno bylo Kunuhito.
Go-Saga byl druhým synem císaře Cučimikada. Po smrti mladého císaře Šidža, který byl bezdětný, vyvstala otázka, kdo bude následníkem trůnu. Část japonských velmožů zastávala myšlenku, aby na trůn usedl jeden ze synů bývalého císaře Džuntoka. Představitel šógunátu tuto myšlenku ale odmítal z důvodu Džuntokovy účasti na občanské válce Džúkjó (ve skutečnosti ale Džuntoka do války natlačil jeho otec, bývalý císař Go-Toba). Šógun nakonec na trůn posadil nezávislou osobu, kterou byl princ Kunuhito, druhý syn císaře Cučimikada, který začal vládnout pod jménem Go-Saga.
Go-Saga začal vládnout v roce 1242. O čtyři roky později, tedy v roce 1246, abdikoval ve prospěch svého syna, který se stal císařem Go-Fukakusou. V roce 1259 jej donutil, aby abdikoval ve prospěch svého mladšího bratra Kamejamy. Další Go-Sagův syn se stal navíc šógunem, od té doby kolovala v žilách šógunů šógunátu Kamakura císařská krev.

## Potomci

### Synové
- princ Hisahito (pozdější císař Go-Fukakusa)
- princ Cunehito (pozdější císař Kamejama)
- princ Munetaka (6. šógun šógunátu Kamakura)
- princ ??? (stal se buddhistickým knězem)
- další princové

### Dcery
Go-Saga měl několik dcer, jejich jména většinou nejsou známa.
| Japonští císaři   | Japonští císaři   | Japonští císaři       |
| ----------------- | ----------------- | --------------------- |
| Předchůdce: Šidžó | 1242–1246 Go-Saga | Nástupce: Go-Fukakusa |